# Saison 2008-2009 du Racing Club de Lens
Maillots
Chronologie
Saison précédente Saison suivante
La saison 2008-2009 du Racing Club de Lens est la 1re saison du club en seconde division depuis 1991. La reprise a été fixée au 23 juin. Du 29 au 6 juillet, l'équipe a effectué un stage à Vichy, puis un second au Touquet du 15 au 20 juillet.
Au terme de cette saison, les Sang et Or ont été sacrés Champion de L2 pour la quatrième fois de leur histoire.

## Résumé de la saison

### Transferts
Le 27 mai 2008, Jean-Guy Wallemme est nommé entraîneur du Racing Club de Lens, en remplacement de Jean-Pierre Papin. Deux adjoints sont également nommés : Michel Ettore et Christophe Delmotte. Le premier cité devrait prendre en charge les gardiens.
Le 4 juin, Kévin Goeman (gardien) et Nolan Roux (attaquant) signent leur premier contrat professionnel, d'une durée de trois ans.

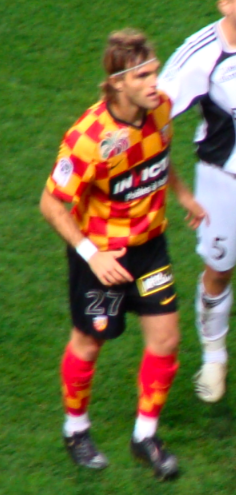
Julien Sablé sous le maillot lensois, en 2008.

Les 6 et 12 juin, Romain Sartre (Sedan) et Éric Chelle (Valenciennes) viennent renforcer la défense lensoise, dans le but de remplacer Vitorino Hilton et Adama Coulibaly, respectivement partis à Marseille et à Auxerre. Le 3 juillet, Geoffrey Doumeng et Sébastien Roudet s'engagent avec le Racing. Le 4 juillet, le Serbe Dejan Milovanović rejoint le club pour cinq saisons. Il remplace numériquement son compatriote Milan Biševac, transféré vers Valenciennes la veille. Il est ensuite rejoint par Jonathan Lacourt et Seïd Khiter. Barré par le passage de la CFA au professionnel des deux jeunes Brocard et Goeman, Ronan Le Crom signe lui chez le promu grenoblois.
Après la reprise du championnat, Kader Mangane et Lucien Aubey sont transférés au Stade rennais. Souhaitant partir, Kanga Akalé et Nadir Belhadj sont prêtés respectivement au Recreativo de Huelva et à Portsmouth. Pour pallier ces départs, le Serbe Dalibor Veselinović et le Tunisien Alaeddine Yahia complètent l'effectif lensois,.
Après cette période assez agitée, la direction du club annonce vouloir se baser sur l'avenir du RC Lens. Le 26 septembre, Kévin Monnet-Paquet, très sollicité durant le mercato, prolonge son contrat de quatre ans. Le 9 octobre, deux jeunes du centre de formation signent leur premier contrat professionnel, d'une durée de trois ans chacun. Il s'agit de Samba Sow (19 ans) et d'Alexandre Coeff, qui est d'ailleurs capitaine de l'équipe de France de moins de 17 ans et qui devient à ce jour le plus jeune professionnel français (16 ans, 7 mois et 26 jours).
Pour le mercato d'hiver, de nombreux joueurs sont annoncés sur le départ. Julien Sablé, jamais vraiment intégré au club, est transféré vers l'OGC Nice. Quelques jours auparavant, Nadir Belhadj, très influent à Portsmouth, était transféré définitivement, après sa période de prêt de six mois.
Durant la deuxième partie de saison, un nouveau joueur, Serge Aurier, signe un contrat professionnel.

### Championnat
Pour son entrée dans la compétition en tant que favori, Lens confirme ses intentions, en s'imposant 3-1 face à Dijon. Après avoir été cueilli à froid à Vannes (défaite 2-1), le Racing réagit bien, et enchaîne trois victoires consécutives. Cette série de résultats positifs est stoppée à domicile contre Metz (0-1), mais repart de plus belle la semaine d'après (5 victoires en 5 matches, toutes compétitions confondues). Le public reste quant à lui fidèle à son club, en garnissant le stade de 25 à 30 000 spectateurs, ce qui est rare pour une équipe de Ligue 2. En novembre, Lens baisse de régime, et s'impose sur le fil à Bastia. Après une défaite à domicile contre Sedan, les lensois se reprennent au Stade de Reims, pour l'inauguration du nouveau stade, et reprend sa première place. Ayant l'occasion de creuser l'écart sur ses poursuivants avec un match en retard à jouer, Lens s'incline à domicile contre Montpellier. Dans le creux pendant un mois, les lensois se reprennent avant la trêve hivernale.
Pour la nouvelle année, Lens conserve sa place de leader, malgré ses difficultés à marquer. Contrairement à ses habitudes, les lensois profitent des mauvais résultats de leurs concurrents, et creusent l'écart au classement. Au soir de sa victoire face à Metz, Lens compte huit points d'avance sur le second, son adversaire d'un soir, et dix sur le quatrième, Montpellier. Forts d'une réussite retrouvée, les Sang et Or se reposent désormais sur leur trio d'attaque, composé de Maoulida, du revenant Dindane et de Monnet-Paquet. Mais l'avance obtenue fond rapidement, et Lens retrouve ses anciens problèmes : marquer et produire du jeu.
En fin de saison, le retour de Roudet fait énormément de bien à Lens, qui se rassure en gagnant face à ses concurrents directs, Strasbourg et Montpellier. Lors de la 33e journée, Lens obtient sa troisième victoire d'affilée, et enchaîne son sixième match sans défaite. Quelques jours plus tard, Lens a l'occasion de pouvoir assurer la montée dès la semaine suivante, devant son public, mais concède la match nul à Sedan dans les derniers instants de la partie. Contre Reims, Lens s'impose sur le plus petit des scores, et se rapproche encore plus de la Ligue 1, étant  à un point de celle-ci.
À deux journées du terme du championnat, Lens obtient officiellement son billet pour la Ligue 1, malgré sa grosse défaite sur le terrain de Brest, grâce aux matches nuls de Metz contre Troyes et de Tours à Reims. La semaine suivante, alors qu'il a la possibilité de fêter le titre de champion devant son public, Lens s'incline une nouvelle fois contre Boulogne, qui par la même occasion se reprend à rêver à la montée. Pour son dernier match en Ligue 2, Lens déçoit de nouveau, et profite du mauvais résultat de Strasbourg pour s'adjuger le titre de champion.

### Coupes nationales
En Coupe de la Ligue, Lens s'affirme dès le premier match, écartant largement Sedan 4-1. Les lensois affrontent au tour suivant le FC Lorient, pensionnaire de Ligue 1, et bouleversent la hiérarchie en humiliant 3-0 les Bretons chez eux, après avoir maîtrisé la rencontre de bout en bout. Les 1/8 de finale se disputent face au FC Sochaux au Stade Auguste-Bonal. Alors que les lions sochaliens dominent la rencontre et multiplient les occasions, l'unique but sera marqué par le lensois Alaeddine Yahia à la 110e minute sur corner tiré par le jeune Steven Joseph-Monrose. Les Sang et Or s'offrent les quarts, et rencontrent ainsi le Paris SG, ce qui n'est pas sans rappeler la finale perdue et l'affaire de la banderole. Ayant retenu les leçons de la finale, les lensois prennent le jeu à leur compte. Mais le réalisme est côté parisien, et Lens sort de la compétition sur le score de 2-0.
En Coupe de France, Lens s'arrête dès son entrée dans la compétition. Malgré un tirage clément pour les lensois, les Nordistes s'inclinent aux tirs au but face au voisin arrageois (qui évolue en CFA 2), sous un déluge neigeux.

### Bilan
| Domicile              | Domicile    | Domicile    | Domicile    | Domicile    | Domicile    | Domicile    | Extérieur   | Extérieur   | Extérieur   | Extérieur   | Extérieur   | Extérieur   | Extérieur   | Total       | Total       | Total       | Total       | Total       | Total       | Total       |
| Championnat           | Championnat | Championnat | Championnat | Championnat | Championnat | Championnat | Championnat | Championnat | Championnat | Championnat | Championnat | Championnat | Championnat | Championnat | Championnat | Championnat | Championnat | Championnat | Championnat | Championnat |
| --------------------- | ----------- | ----------- | ----------- | ----------- | ----------- | ----------- | ----------- | ----------- | ----------- | ----------- | ----------- | ----------- | ----------- | ----------- | ----------- | ----------- | ----------- | ----------- | ----------- | ----------- |
| V                     | N           | D           | BP          | BC          | Diff.       | PTS         | V           | N           | D           | BP          | BC          | Diff.       | PTS         | V           | N           | D           | BP          | BC          | Diff.       | PTS         |
| 12                    | 2           | 5           | 25          | 13          | +12         | 38          | 8           | 6           | 5           | 22          | 22          | 0           | 30          | 20          | 8           | 10          | 47          | 35          | +12         | 68          |
| Coupes                |             |             |             |             |             |             |             |             |             |             |             |             |             |             |             |             |             |             |             |             |
| 1                     | 0           | 1           | 4           | 1           | +3          | -           | 2           | 0           | 2           | 4           | 2           | +2          | -           | 3           | 0           | 2           | 8           | 3           | +5          | -           |
| Toutes compétitions ¹ |             |             |             |             |             |             |             |             |             |             |             |             |             |             |             |             |             |             |             |             |
| 13                    | 2           | 6           | 29          | 14          | +15         | -           | 10          | 6           | 6           | 26          | 24          | +2          | -           | 23          | 8           | 12          | 55          | 39          | +16         | -           |

¹ Incluant tous les matches officiels. Les rencontres amicales ne sont donc pas comprises.

## Effectif professionnel
L'effectif professionnel de la saison 2008-2009 du Racing Club de Lens, entraîné par Jean-Guy Wallemme et son adjoint Christophe Delmotte, comporte au total 32 joueurs, dont 10 internationaux et 12 formés au club. Michel Ettore est l'entraîneur des gardiens et doit compter sur l'international croate Vedran Runje et les jeunes Arnaud Brocard et Kévin Goeman.
Note : Les numéros 12 et 17 ont été retirés par le club. En effet, le 12 représente le public lensois et le 17 le numéro que portait Marc-Vivien Foé, mort subitement le 26 juin 2003.

## Statistiques joueurs
| N° | Poste     | Joueur         | Matches disputés au total | Matches disputés en tant que titulaire | Matches disputés en tant que remplaçant | Buts inscrits | Passes décisives délivrées | Cartons jaunes reçus | Cartons rouges reçus | Notes                                                         |
| -- | --------- | -------------- | ------------------------- | -------------------------------------- | --------------------------------------- | ------------- | -------------------------- | -------------------- | -------------------- | ------------------------------------------------------------- |
| 1  | Gardien   | Runje          | 35                        | 35                                     | 0                                       | 0             | 0                          | 2                    | 0                    | Indisponible 2 mois (auriculaire + déchirure)                 |
| 2  | Défenseur | Ramos          | 39                        | 38                                     | 1                                       | 0             | 1                          | 9                    | 0                    |                                                               |
| 3  | Défenseur | Vignal         | 16                        | 11                                     | 5                                       | 0             | 0                          | 2                    | 0                    |                                                               |
| 5  | Défenseur | Yahia          | 25                        | 24                                     | 1                                       | 4             | 1                          | 4                    | 1                    |                                                               |
| 6  | Attaquant | Dindane        | 12                        | 9                                      | 3                                       | 2             | 1                          | 2                    | 0                    | Indisponible 6 mois (ligaments croisés + mollet)              |
| 7  | Milieu    | Boukari        | 31                        | 27                                     | 4                                       | 5             | 4                          | 2                    | 0                    | Indisponible 2 mois (entorse de la cheville) -                |
| 8  | Milieu    | Doumeng        | 35                        | 25                                     | 10                                      | 1             | 3                          | 8                    | 0                    |                                                               |
| 9  | Attaquant | Maoulida       | 37                        | 28                                     | 9                                       | 14            | 1                          | 4                    | 1                    |                                                               |
| 10 | Milieu    | Milovanović    | 26                        | 16                                     | 10                                      | 2             | 3                          | 3                    | 0                    |                                                               |
| 11 | Attaquant | Veselinović    | 4                         | 0                                      | 4                                       | 1             | 0                          | 0                    | 0                    |                                                               |
| 14 | Attaquant | Monnet-Paquet  | 38                        | 29                                     | 9                                       | 7             | 3                          | 2                    | 0                    |                                                               |
| 15 | Défenseur | Laurenti       | 25                        | 21                                     | 4                                       | 0             | 1                          | 1                    | 0                    |                                                               |
| 16 | Gardien   | Brocard        | 9                         | 8                                      | 1                                       | 0             | 0                          | 0                    | 0                    |                                                               |
| 18 | Milieu    | Roudet         | 23                        | 18                                     | 5                                       | 3             | 1                          | 1                    | 0                    | Indisponible 3 mois (fracture du pied)                        |
| 19 | Défenseur | Sartre         | 32                        | 30                                     | 2                                       | 4             | 0                          | 5                    | 1                    |                                                               |
| 20 | Milieu    | Hermach        | 23                        | 21                                     | 2                                       | 0             | 2                          | 7                    | 0                    | Indisponible 3 mois (inflammation) -                          |
| 21 | Milieu    | Keita          | 21                        | 15                                     | 6                                       | 0             | 0                          | 8                    | 0                    |                                                               |
| 22 | Milieu    | Jemâa          | 28                        | 21                                     | 7                                       | 7             | 2                          | 4                    | 0                    |                                                               |
| 23 | Milieu    | Kovačević      | 23                        | 22                                     | 1                                       | 0             | 0                          | 5                    | 0                    | Blessé actuellement (lésion au mollet, indisponible inconnue) |
| 24 | Défenseur | Chelle         | 35                        | 34                                     | 1                                       | 0             | 0                          | 4                    | 0                    |                                                               |
| 26 | Défenseur | Demont         | 39                        | 35                                     | 4                                       | 4             | 6                          | 4                    | 1                    |                                                               |
| 28 | Attaquant | Roux           | 2                         | 0                                      | 2                                       | 1             | 0                          | 0                    | 0                    |                                                               |
| 30 | Gardien   | Goeman         | 0                         | 0                                      | 0                                       | 0             | 0                          | 0                    | 0                    |                                                               |
| 13 | Défenseur | Camille        | 1                         | 0                                      | 1                                       | 0             | 0                          | 0                    | 0                    |                                                               |
| 34 | Milieu    | Joseph-Monrose | 4                         | 0                                      | 4                                       | 0             | 1                          | 0                    | 0                    |                                                               |
| 33 | Défenseur | Rémy           | 2                         | 0                                      | 2                                       | 0             | 0                          | 0                    | 0                    |                                                               |
| 35 | Défenseur | Gaillard       | 2                         | 1                                      | 1                                       | 0             | 0                          | 0                    | 0                    |                                                               |
| 33 | Milieu    | Omrani         | 2                         | 0                                      | 2                                       | 0             | 0                          | 0                    | 0                    |                                                               |
| 27 | Milieu    | Sow            | 1                         | 1                                      | 0                                       | 0             | 0                          | 0                    | 0                    |                                                               |
| 27 | Milieu    | Sablé          | 16                        | 9                                      | 7                                       | 0             | 1                          | 1                    | 0                    | Parti le 22 janvier ()                                        |
| 5  | Milieu    | Diane          | 3                         | 0                                      | 3                                       | 0             | 0                          | 1                    | 0                    | Parti le 27 août ()                                           |
| 6  | Milieu    | Mangane        | 1                         | 1                                      | 0                                       | 0             | 0                          | 1                    | 0                    | Parti le 5 août ()                                            |

## Rencontres

### Ligue 2

#### Classements

##### Général
| Pl. | Équipe          | J  | V  | N  | D  | BP | BC | +/- | Points | Qualification / Relégation |
| --- | --------------- | -- | -- | -- | -- | -- | -- | --- | ------ | -------------------------- |
| 1   | RC Lens         | 38 | 20 | 8  | 10 | 47 | 35 | +12 | 68     | Ligue 1                    |
| 2   | Montpellier HSC | 38 | 19 | 9  | 10 | 61 | 36 | +25 | 66     | Ligue 1                    |
| 3   | US Boulogne     | 38 | 20 | 6  | 12 | 51 | 36 | +15 | 66     | Ligue 1                    |
| 4   | RC Strasbourg   | 38 | 18 | 11 | 9  | 57 | 45 | +12 | 65     |                            |
| 5   | FC Metz         | 38 | 17 | 12 | 9  | 48 | 35 | +13 | 63     |                            |

Source : Classement de Ligue 2  sur le site de la LFP.

Règles de classement : 1. points ; 2. différence de buts ; 3. buts marqués ; 4. différence de buts particulière ; 5. classement du fair-play.

##### Attaque
1. Montpellier HSC : 61 buts
2. RC Strasbourg : 57 buts
3. US Boulogne : 51 buts
4. Tours FC : 50 buts
5. FC Metz : 48 buts
6. RC Lens : 47 buts

##### Défense
1. RC Lens : 35 buts encaissés
2. FC Metz : 35 buts encaissés
3. EA Guingamp : 35 buts encaissés

#### Classement des buteurs
1. Maoulida : 13 buts
2. Monnet-Paquet : 7 buts
3. Jemâa : 5 buts
4. Boukari, Sartre : 4 buts
5. Demont, Yahia : 3 buts
6. Dindane, Milovanović, Roudet : 2 buts
7. Doumeng, Veselinović : 1 but

#### Classement des passeurs
1. Demont : 6 passes décisives
2. Boukari : 5 passes décisives
3. Doumeng, Milovanović, Monnet-Paquet : 3 passes décisives
4. Hermach, Jemâa : 2 passes décisives
5. Dindane, Maoulida, Ramos, Roudet, Sablé, Yahia : 1 passe décisive

#### Affluences
- Affluence moyenne : 29 842 (1re position)
- Affluence maximale : 40 032 (Lens - US Boulogne, 37e journée)
- Affluence minimale : 23 734 (Lens - CS Sedan-Ardennes, 16e journée)
- Taux de remplissage : 72,37 % (2e position)

Source : Affluences sur le site de la LFP.

## Transferts

### Mercato d'été
| Départ/Arrivée        | Type de transfert     | Date                  | Prix      | Durée  | Nom                 | Provenance / Destination      |
| --------------------- | --------------------- | --------------------- | --------- | ------ | ------------------- | ----------------------------- |
| Arrivées              | Prêt                  | 1 septembre           | -         | 1 an   | Alaeddine Yahia     | OGC Nice (D1)                 |
| Arrivées              | Transfert définitif   | 1 juillet             | 1 M€      | 3 ans  | Geoffrey Doumeng    | Valenciennes FC (D1)          |
| Arrivées              | Transfert définitif   | 1 juillet             | 500 000€  | 3 ans  | Éric Chelle         | Valenciennes FC (D1)          |
| Arrivées              | Transfert définitif   | 1 juillet             | 500 000€  | 3 ans  | Sébastien Roudet    | Valenciennes FC (D1)          |
| Arrivées              | Transfert définitif   | 1 juillet             | 0 € (f.c) | 3 ans  | Romain Sartre       | CS Sedan (D2)                 |
| Arrivées              | Transfert définitif   | 4 juillet             | 3 M€      | 5 ans  | Dejan Milovanović   | Étoile rouge de Belgrade (D1) |
| Arrivées              | Transfert définitif   | 1 août                | 300 000€  | 2 ans  | Dalibor Veselinović | OFK Belgrade (D1)             |
| Total (7 mouvements)  | Total (7 mouvements)  | Total (7 mouvements)  | 5.3 M€    |        |                     |                               |
| Départs               | Retour de prêt        | 30 juin               |           |        | Loïc Rémy           | Olympique lyonnais (D1)       |
| Départs               | Prêt                  | 31 août               |           | 1 an   | Kanga Akalé         | RD Huelva (D1)                |
| Départs               | Prêt                  | 1 septembre           |           | 1 an   | Nadir Belhadj       | Portsmouth FC (D1)            |
| Départs               | Prêt                  | 1 juillet             |           | 6 mois | David Pollet        | Stade de Reims (D2)           |
| Départs               | Transfert définitif   | 1 juillet             | 0 € (f.c) | 2 ans  | Éric Carrière       | Dijon FCO (D2)                |
| Départs               | Transfert définitif   | 1 juillet             | 2 M€      | 4 ans  | Adama Coulibaly     | AJ Auxerre (D1)               |
| Départs               | Transfert définitif   | 1 juillet             | 5 M€      | 3 ans  | Vitorino Hilton     | Olympique de Marseille (D1)   |
| Départs               | Transfert définitif   | 1 juillet             | 500 000 € | 3 ans  | Seïd Khiter         | Valenciennes FC (D1)          |
| Départs               | Transfert définitif   | 1 juillet             | 600 000 € | 3 ans  | Jonathan Lacourt    | Valenciennes FC (D1)          |
| Départs               | Transfert définitif   | 3 juillet             | 3 M€      | 4 ans  | Milan Biševac       | Valenciennes FC (D1)          |
| Départs               | Transfert définitif   | 12 juillet            | 400 000 € | 2 ans  | Oliver Monterrubio  | FC Sion (D1)                  |
| Départs               | Transfert définitif   | 24 juillet            | 0 € (f.c) | 2 ans  | Ronan Le Crom       | Grenoble FC (D1)              |
| Départs               | Transfert définitif   | 1 août                | 0 € (f.c) | 2 ans  | Mounir Diane        | RAEC Mons (D1)                |
| Départs               | Transfert définitif   | 5 août                | 2 M€      | 3 ans  | Lucien Aubey        | Stade rennais (D1)            |
| Départs               | Transfert définitif   | 10 août               | 2 M€      | 4 ans  | Kader Mangane       | Stade rennais (D1)            |
| Total (15 mouvements) | Total (15 mouvements) | Total (15 mouvements) | 15.5 M€   |        |                     |                               |

### Mercato d'hiver
| Départ/Arrivée       | Type de transfert    | Date                 | Prix   | Durée  | Nom            | Provenance / Destination |
| -------------------- | -------------------- | -------------------- | ------ | ------ | -------------- | ------------------------ |
| Arrivée              |                      |                      |        |        |                |                          |
| Total (0 mouvement)  | Total (0 mouvement)  | Total (0 mouvement)  | 0 €    |        |                |                          |
| Départ               | Prêt                 | 27 janvier           |        | 6 mois | David Pollet   | FC Gueugnon (D3)         |
| Départ               | Transfert définitif  | 1 janvier            | 4.5 M€ | 4 ans  | Nadir Belhadj  | Portsmouth FC (D1)       |
| Départ               | Transfert définitif  | 22 janvier           | 1 M€   | 3 ans  | Julien Sablé   | OGC Nice (D1)            |
| Départ               | Transfert définitif  | 25 janvier           |        | 3 ans  | Bedsenté Gomis | CD Puertellano (D3)      |
| Total (3 mouvements) | Total (3 mouvements) | Total (3 mouvements) | 5.5 M€ |        |                |                          |

| Date       | Durée | Nom                   |
| ---------- | ----- | --------------------- |
| 4 juin     | 3 ans | Nolan Roux            |
| 9 juin     | 5 ans | Steven Joseph-Monrose |
| 9 juin     | 3 ans | Kévin Goeman          |
| 10 octobre | 3 ans | Alexandre Coeff       |
| 10 octobre | 3 ans | Samba Sow             |
| 10 février | 3 ans | Mehdi Abeid           |
| 10 février | 3 ans | Darnel Situ           |